# Площадь Архитектора Синявского
Пло́щадь Архитектора Синявского — площадь Дзержинска. Расположена во Втором кольце города.

## История
Площадь расположена во Втором кольце города Дзержинска. Образована стыком улиц Урицкого и Октябрьской. Площадь расположена на месте исчезнувшего Первомайского поселка. 21 ноября 2006 года прошел митинг в честь присвоения площади имени зодчего. В 2007 году безымянной до этого площади дали имя архитектора Евгения Александровича Синявского.

## Примечательные здания и сооружения

### Здания

#### Дом № 5/7
Это большое угловое здание ограничивает с севера площадь. Здесь находится городское управление архитектуры и градостроительства. На фасаде здания установлена доска в память о наименовании площади именем архитектора.

#### Пожарная часть
Это здание вместе с перронами автовокзала ограничивает южную сторону площади. Часть была перенесена с нынешней Свадебной площади.

#### Центр общественной работы
Здание находится в северной части площади.